# Культ (альбом)
«Культ» — пятый студийный альбом российской хеви-метал группы «Театр Теней», вышедший на лейбле «RECORDSMAN» в 2013 году.

## Об альбоме
2 июня 2011 года вышла песня «Бездна», написанная по мотивам фильма Люка Бессона «Голубая бездна».
Также стоит отметить, что с этого альбома с группой начал работать Егор Белгин, который написал несколько текстов.

## Список композиций
| №                   | Название            | Текст песни         | Длительность |
| ------------------- | ------------------- | ------------------- | ------------ |
| 1.                  | «Игра»              | Д. Машаров          | 3:05         |
| 2.                  | «Ложь»              | Д. Машаров          | 4:47         |
| 3.                  | «Бездна»            | Д. Машаров          | 3:09         |
| 4.                  | «Два первых»        | Д. Машаров          | 4:30         |
| 5.                  | «Надежда»           | Д. Машаров          | 2:34         |
| 6.                  | «Мама»              | Д. Машаров          | 2:23         |
| 7.                  | «Я не из тех...»    | Е. Белгин           | 3:28         |
| 8.                  | «Сказка»            | Е. Белгин           | 4:31         |
| 9.                  | «Гимн»              | Е. Белгин           | 3:28         |
| 10.                 | «Шизофрения»        | Д. Машаров          | 3:35         |
| Общая длительность: | Общая длительность: | Общая длительность: | 35:30        |

## Участники записи
- Денис Машаров — вокал
- Евгений Исаев — гитара
- Игорь Устинов — гитара
- Павел Правдин — бас-гитара
- Дмитрий Морозов — барабаны